# Cuộc vây hãm Verdun (1870)
Cuộc vây hãm Verdun là một trận vây hãm tại Pháp trong cuộc Chiến tranh Pháp-Phổ, diễn ra từ ngày 13 tháng 10 cho đến ngày 8 tháng 11 năm 1870. Cuộc vây hãm ban đầu được Quân đoàn Sachsen thực hiện, và sau một cuộc kháng cự quyết liệt của Quân đội Pháp tại pháo đài Verdun (lâu hơn hẳn mọi pháo đài khác của Pháp), trận bao vây đã kết thúc với việc Verdun đầu hàng Quân đội Đức. Với sự kiện này, Verdun đã trở thành pháo đài cuối cùng ở biên giới Pháp - Đức phải đầu hàng Quân đội Đức trong cuộc chiến tranh Pháp-Phổ. Lực lượng Pháo binh Pháp đã ghi nhận là đã hoạt động hiệu quả trong trận bao vây Verdun.
Trong cuộc Chiến tranh Cách mạng Pháp, Verdun từng bị Quân đội Phổ đánh chiếm vào năm 1792 trong cuộc vây hãm Verdun, trước khi chiến thắng của quân Pháp trong trận Valmy buộc quân Phổ phải thoái lui. Vào năm 1870, Verdun đã thực hiện một cuộc kháng cự quyết liệt hơn. Khi các lực lượng Sachsen xuất hiện từ hướng đông, Verdun chỉ có một đội quân trú phòng nhỏ bé. Trong một khoảng thời gian, người Đức chỉ đặt Verdun dưới tầm giám sát của mình, và vào ngày 24 tháng 8, một cuộc tiến công của quân Đức đã bị đạo quân trú phòng yếu ớt của Pháp bẻ gãy, và quân Pháp đã tiến hành một số cuộc phá vây sau khi được các tù binh trốn thoát sau trận Sedan tăng viện. Vào cuối tháng 9, một số lực lượng Đức (trong đó có dân binh Landwehr) đã được quy tụ dưới sự chỉ huy của tướng Von Gayl ở đằng trước mặt trận phía đông. Mặc dù cuộc phong tỏa Verdun đã bắt đầu vào ngày 25 tháng 9, vào ngày 7 tháng 10 năm 1870, 2 đại đội Pháo binh Đức mới đến ứng chiến, tạo điều kiện cho quân Bộ binh tiến thêm vài trăm bước và thiết lập các vị trí của mình, và người Đức với năng lực mạnh mẽ của mình đã dọn mọi chướng ngại vật. Cho đến ngày 13 tháng 10 thì Verdun mới chính thức bị phong tỏa. Những cuộc công pháo của Đức đã thất bại, mặc dù thành cổ Verdun đã bị phá hủy nghiêm trọng, và sau đó, tướng Marnier chỉ huy quân đồn trú Pháp đã tiến hành những cuộc phá vây mạnh mẽ và thu được thắng lợi. Trong khi ấy, các tướng lĩnh Đức đang bận tâm với cuộc vây hãm Metz nên chưa hội đủ lực lượng để vây khốn Verdun.
Sau sự thất thủ của Metz, Binh đoàn thứ nhất của Đức đã có thể tăng viện cho đội quân vây hãm Verdun. Quân Pháp tại Verdun đã lâm vào tình thế bất lợi. Trước tình hình đó, sau một thỏa ước ngừng bắn, Verdun đã đầu hàng với những điều kiện thuận lợi hiếm có. Đội quân trú phòng Pháp đã bị bắt làm tù binh, ngoại trừ lực lượng Vệ binh quốc gia Pháp. Các sĩ quan Pháp đã được tha theo lời hứa của họ, và mọi vật liệu, khí giới, đại bác,... của thành phố Verdun đều được chấp nhận khôi phục một khi nền hòa bình được lặp lại. Không lâu sau khi Verdun đầu hàng, Quân đội Đức đã hạ được pháo đài Neu Breisach của Pháp.